# Escobar de Campos
Escobar de Campos ist ein nordspanischer Ort und eine Gemeinde (municipio) mit 31 Einwohnern (Stand: 2024) im äußersten Südosten der Provinz León der Autonomen Gemeinschaft Kastilien und León.

## Lage
Escobar de Campos liegt am Río Sequillo im Norden der Comarca Tierra de Campos in der kastilischen Hochebene in einer Höhe von etwa 820 m ü. d. M. Die Provinzhauptstadt León befindet sich knapp 70 km (Fahrtstrecke) nordwestlich; die am Jakobsweg (Camino Francés) gelegene Kleinstadt Sahagún ist nur gut 11 km in nordwestlicher Richtung entfernt. Das Klima im Winter ist durchaus kalt, im Sommer dagegen warm bis heiß; die spärlichen Regenfälle (ca. 500 mm/Jahr) fallen verteilt übers ganze Jahr.

## Bevölkerungsentwicklung
| Jahr      | 1842  | 1900 | 1950 | 2000 | 2016 |
| Einwohner | k. A. | 386  | 263  | 77   | 42   |

Der Bevölkerungsrückgang im 20. Jahrhundert ist im Wesentlichen auf die Mechanisierung der Landwirtschaft und den damit einhergehenden Verlust von Arbeitsplätzen zurückzuführen.

## Wirtschaft
Die auf den fruchtbaren Lehm- und Lössböden der Tierra de Campos betriebene Feldwirtschaft und die Haltung von Kleinvieh (v. a. Hühner) bildeten jahrhundertelang die Lebensgrundlage der als Selbstversorger lebenden Bevölkerung der Region; im Mittelalter entwickelten sich wohl auch Handwerk und Handel, die jedoch inzwischen wieder verschwunden sind.

## Geschichte
In vorrömischer Zeit gehörte die Region zum Siedlungsgebiet des keltischen Volksstamms der Vaccäer; später kamen Römer und Westgoten. Im 8. Jahrhundert wurde das Gebiet von den Mauren überrannt, doch bereits im 9. Jahrhundert eroberten asturisch-leonesische Heere die Gebiete nördlich des Duero zurück (reconquista). Ende des 10. Jahrhunderts machte der maurische Heerführer Almansor die christlichen Erfolge vorübergehend wieder zunichte, aber im 11. Jahrhundert dehnte das Königreich León sein Herrschaftsgebiet erneut bis zur Duero-Grenze aus. Nach vorangegangenen Versuchen vereinigte sich León im Jahr 1230 endgültig mit dem Königreich Kastilien. Seine Blütezeit erlebte der Ort im ausgehenden Mittelalter und in der frühen Neuzeit.

## Sehenswürdigkeiten

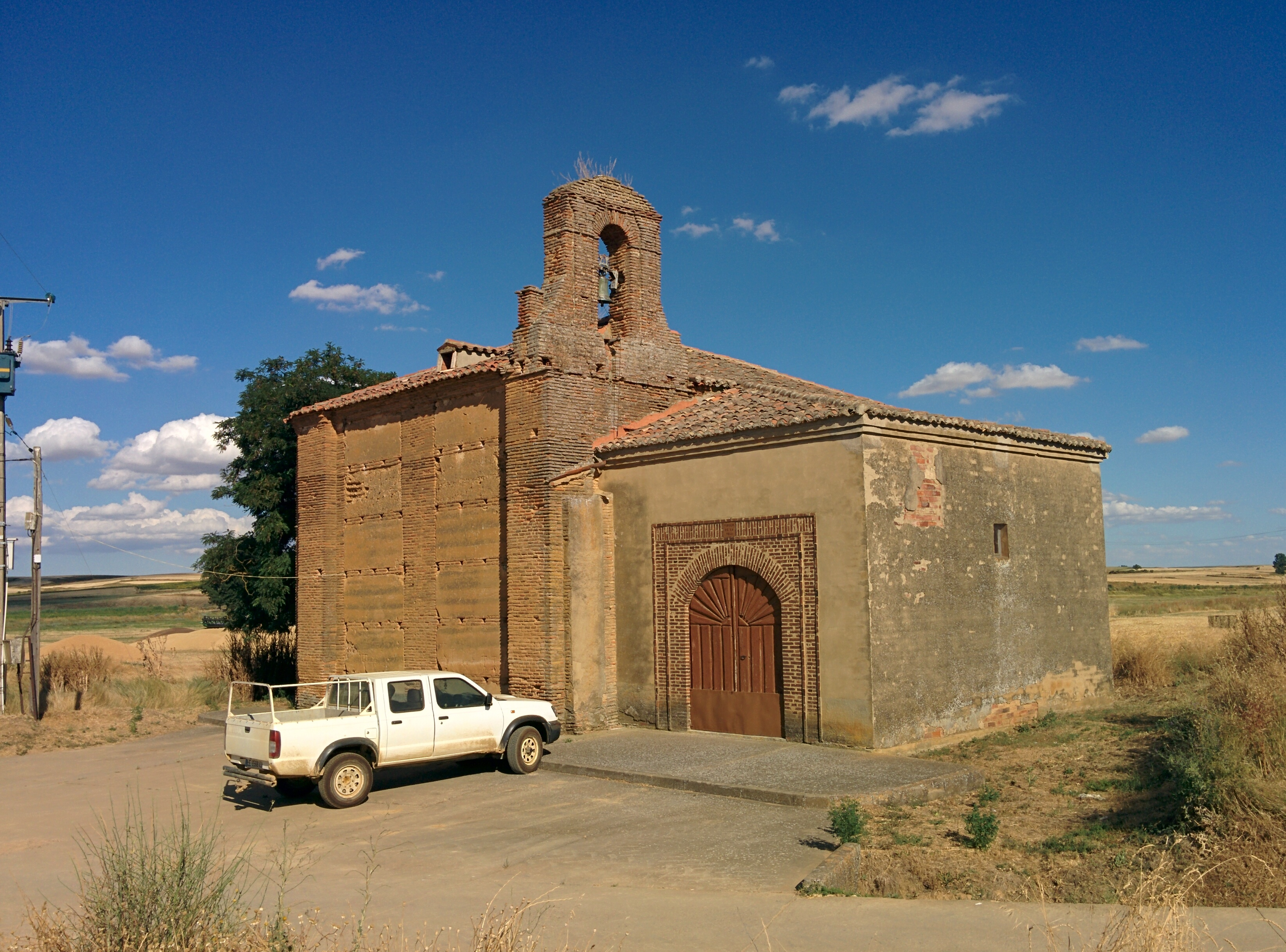
Ermita de N. S. de la Vega

- Die Iglesia de San Clemente ist in Mudéjartradition, aber ohne die entsprechenden Dekorformen, ganz aus Backsteinen erbaut. Ihre Westfassade ist vollkommen schmucklos und wirkt äußerst abweisend; das Portal befindet sich in einem Portikusvorbau auf der Südseite. Der später aus Natursteinen hinzugefügte Glockenturm zeigt einfache Renaissanceformen, aber auch Risse; das Glockengeschoss wird von Eisenklammern zusammengehalten. Das Kirchenschiff wird von einer einfachen, aber renovierungsbedürftigen Artesonado-Decke überspannt. Der Hochaltar stammt aus dem 17. Jahrhundert, birgt jedoch einen kleinen Zyklus von Tafelbildern zum Leben des hl. Clemens aus der Zeit um 1500.
- Die am südlichen Ortsrand gelegene kleine Ermita de Nuestra Señora de la Vega stammt aus dem 17. oder frühen 18. Jahrhundert. Auch sie wurde zur Gänze aus Ziegelsteinen erbaut und wird von einem einfachen Glockengiebel überragt.